# Părău
Părău is een Roemeense gemeente in het district Brașov.
Părău telt 2111 inwoners.